# Artur Schulze-Engels
Artur Schulze-Engels (* 6. November 1910 in Dortmund; † Dezember 1995 ebenda) war ein deutscher Bildhauer und Kirchenmaler.

## Leben

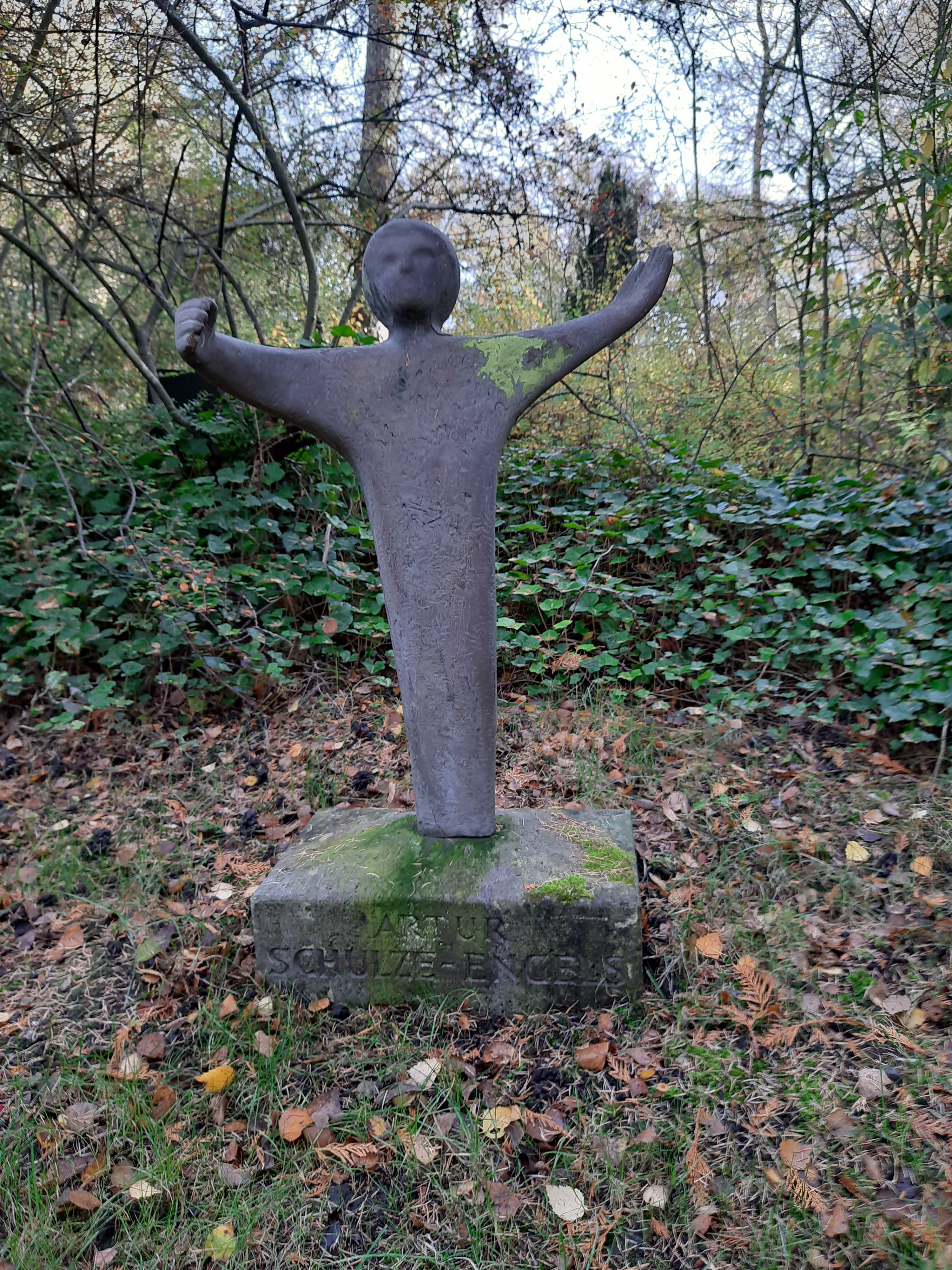
Grab von Artur Schulze-Engels

Schulze-Engels wurde 1910 in Dortmund geboren und machte eine Ausbildung zum Kirchenmaler. Danach studierte er an der Werkkunstschule Dortmund und an der Preußischen Akademie der Künste in Berlin. Im Jahr 1938 konnte er nach dem Erhalt eines Stipendiums der Dortmunder Schüchtermann-Schiller'sche Familienstiftung einen einjährigen Aufenthalt in Paris absolvieren.
1940 wurde er zum Kriegsdienst im Zweiten Weltkrieg eingezogen. Nach dem Krieg geriet er in Kriegsgefangenschaft, die fünf Jahre andauerte. Nachdem er aus der Kriegsgefangenschaft zurückgekehrt war, arbeitete Schulze-Engels ab 1949 als freischaffender Bildhauer in Dortmund.
Als im Jahr 1956 der Westdeutsche Künstlerbund neu gegründet wurde, gehörte Schulze-Engels zu den Gründungsmitgliedern.
Artur Schulze-Engels starb nach seinem 85. Geburtstag im Dezember 1995. Sein Grab befindet sich auf dem Hauptfriedhof Dortmund. Ein Platz am Ende der Kaiserstraße, die auch viele seiner Kunstwerke beherbergt, wurde im Jahr 2009 nach ihm benannt.

## Werk

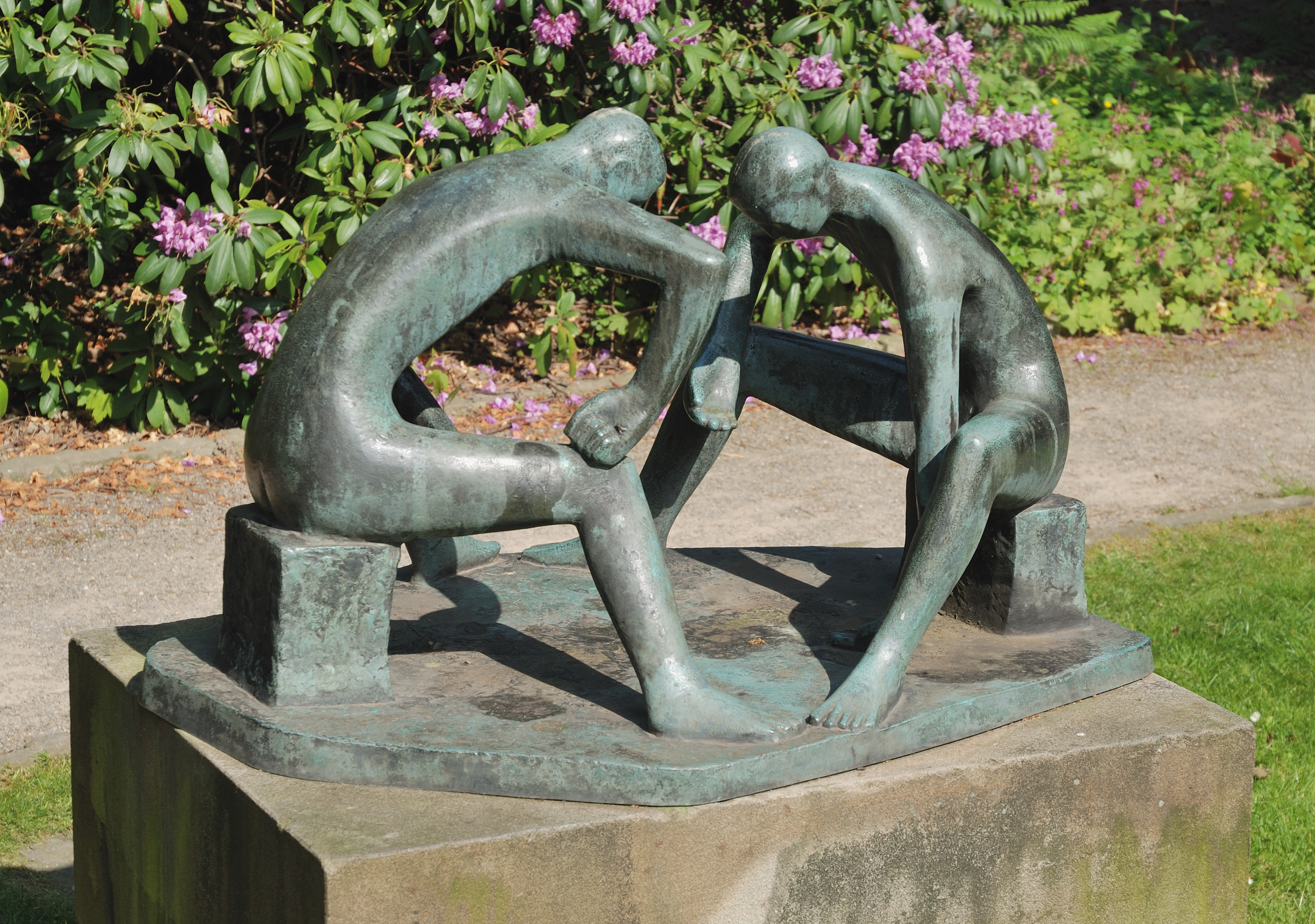
Gruppe (1958)

- Gruppe, 1958, Bronze, Westfalenpark[3]
- ohne Titel, auch Liegender, 1959/1965, Beton, Alfons-Spielhoff-Platz, Dortmund[4]

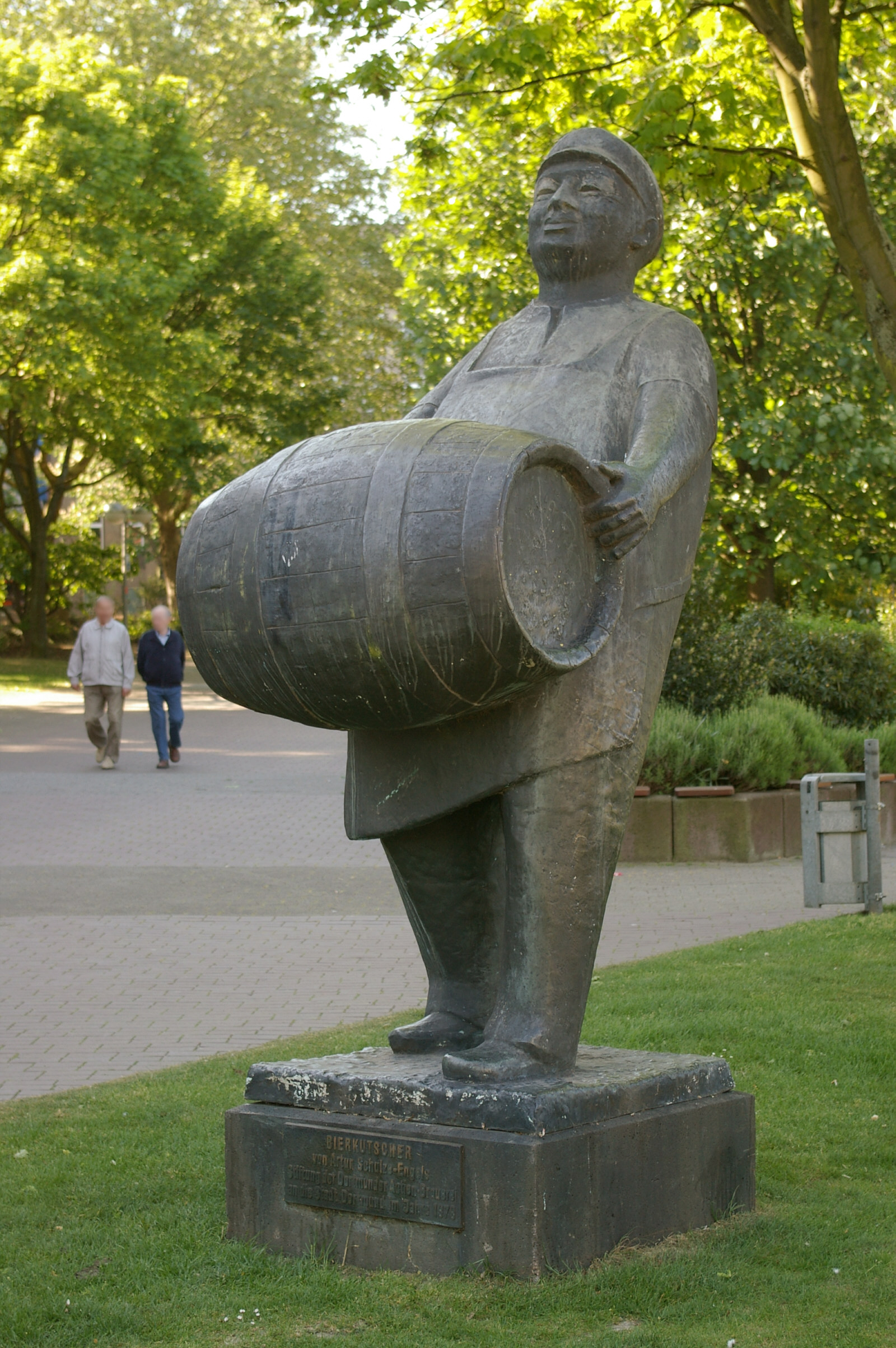
Der Bierkutscher (1979)

- Der Bierkutscher 1964/1979, Bronze, seit 1982 im Stadtgarten Dortmund. Kopien befinden sich in den Dortmunder Partnerstädten, Leeds 1980, Rostow am Don 1984, Buffalo 1985.[5][6]
- Drei Musen 1969, Beton, Westfalenpark[7]
- Spielmauer 1970, Beton, Winkelriedweg, Dortmund[8]
- ohne Titel auch Plastik, 1975, Polyester, Stadewäldchen, Markgrafenstraße, Dortmund[9]
- ohne Titel auch Brunnenplastik, 1975, Beton, Gevelsbergstraße, Dortmund[10]
- Straßenkehrer 1983, Polyester und Metall, Kaiserstraße, Dortmund[1]
- Abstrakter Fisch 1985, Beton, Wittener Str., Dortmund[11]
- Doppelplastik 1987, Beton, Hueckstraße, Dortmund[12]

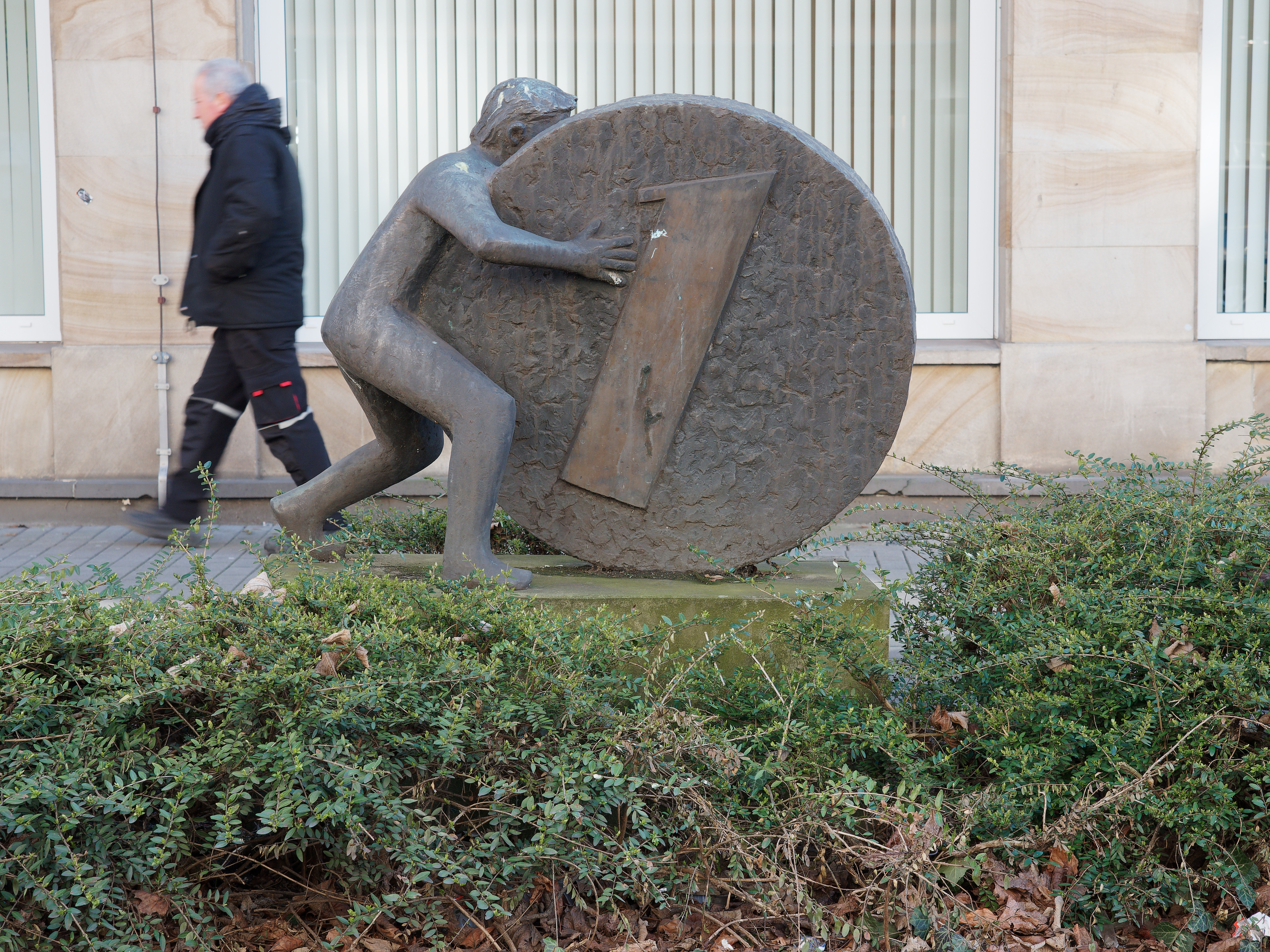
Pfennigroller (1988)

- Pfennigroller 1988, Bronze, Kaiserstraße, Dortmund[13]
- Kosakenpferde 1989, Bronze, Platz von Rostow am Don. Schulze-Engels führte das Kunstwerk aus, der Entwurf stammt von A. Karkow[14]
- Liegende Faltung 1990, Kunststoff, Stockumerstraße „Schultenhof“, Dortmund[15]
- Pylon 1990, Kunststoff, Stockumerstraße „Schultenhof“, Dortmund[16]
- Das Kuschelpaar (Die Schmusenden) 1995, Sandstein, Kaiserstraße/Artur Schulze-Engels Platz, Dortmund[17]